# Coppa Europa di atletica leggera 1987
La Coppa Europa 1987 fu l'11ª edizione della Coppa Europa di atletica leggera.
Si tenne il 27 e 28 giugno 1987 allo stadio Evžen Rošický di Praga, capitale dell'allora Cecoslovacchia.
La competizione maschile a squadre fu vinta dall'URSS, quella femminile dalla Germania Est.
Nello stesso periodo si tenne il torneo «B» a Göteborg, in Svezia.
La competizione maschile a squadre fu vinta dalla Francia, quella femminile dalla Romania

## Classifiche finali

### Finale A
| Pos. | Nazione          | Pt.   |
| ---- | ---------------- | ----- |
| 1    | Unione Sovietica | 117   |
| 2    | Germania Est     | 114,5 |
| 3    | Gran Bretagna    | 99    |
| 4    | Germania Ovest   | 88    |
| 5    | Italia           | 87    |
| 6    | Cecoslovacchia   | 73    |
| 7    | Spagna           | 72    |
| 8    | Polonia          | 58,5  |

| Pos. | Nazione          | Pt.  |
| ---- | ---------------- | ---- |
| 1    | Germania Est     | 119  |
| 2    | Unione Sovietica | 92   |
| 3    | Bulgaria         | 86   |
| 4    | Germania Ovest   | 77   |
| 5    | Gran Bretagna    | 58,5 |
| 6    | Cecoslovacchia   | 51,5 |
| 7    | Polonia          | 45   |
| 8    | Francia          | 45   |

### Finale B
| Pos. | Nazione    | Pt.  |
| ---- | ---------- | ---- |
| 1    | Francia    | 117  |
| 2    | Bulgaria   | 102  |
| 3    | Svezia     | 97   |
| 4    | Ungheria   | 87   |
| 5    | Austria    | 82   |
| 5    | Svizzera   | 82   |
| 7    | Finlandia  | 76,5 |
| 8    | Jugoslavia | 73,5 |

| Pos. | Nazione     | Pt.  |
| ---- | ----------- | ---- |
| 1    | Romania     | 106  |
| 2    | Ungheria    | 83   |
| 3    | Italia      | 80,5 |
| 4    | Svizzera    | 69,5 |
| 5    | Finlandia   | 62,5 |
| 5    | Svezia      | 62,5 |
| 7    | Norvegia    | 56   |
| 8    | Paesi Bassi | 50   |

## Risultati individuali

### Finale A

#### Uomini
| Specialità | Oro                                                                                   | Prestazione | Argento                                                                      | Prestazione | Bronzo                                                                     | Prestazione |
| Corse piane |                                                                                       |             |                                                                              |             |                                                                            |             |
| 100 metri Vento= -1,00 | Linford Christie                                                                      | 10"23       | Steffen Bringmann                                                            | 10"36       | Pierfrancesco Pavoni                                                       | 10"38       |
| 200 metri Vento= -1,43 | Linford Christie                                                                      | 20"63       | Steffen Bringmann                                                            | 20"85       | Andrey Fedoriv                                                             | 20"87       |
| 400 metri | Thomas Schönlebe                                                                      | 44"96       | Roger Black                                                                  | 44"99       | Edgar Itt                                                                  | 45"54       |
| 800 metri | Tom McKean                                                                            | 1'45"96     | Donato Sabia                                                                 | 1'46"38     | Peter Braun                                                                | 1'46"86     |
| 1 500 metri | José Luis González                                                                    | 3'45"49     | Steve Cram                                                                   | 3'45"54     | Jens-Peter Herold                                                          | 3'46"19     |
| 5 000 metri | José Manuel Abascal                                                                   | 13'32"87    | Tim Hutchings                                                                | 13'34"83    | Salvatore Antibo                                                           | 13'35"92    |
| 10 000 metri | Abel Antón                                                                            | 28'46"65    | Salvatore Antibo                                                             | 28'46"69    | Axel Krippschock                                                           | 29'51"32    |
| Corse a ostacoli |                                                                                       |             |                                                                              |             |                                                                            |             |
| 3 000 metri siepi | Francesco Panetta                                                                     | 8'13"47     | Roger Hackney                                                                | 8'20"68     | Hagen Melzer                                                               | 8'21"23     |
| 110 metri ostacoli | Igors Kazanovs                                                                        | 13"48       | Colin Jackson                                                                | 13"53       | Aleš Höffer                                                                | 13"62       |
| 400 metri ostacoli | Harald Schmid                                                                         | 48"67       | Max Robertson                                                                | 49"92       | José Alonso                                                                | 50"15       |
| Staffette |                                                                                       |             |                                                                              |             |                                                                            |             |
| 4×100 metri | Unione Sovietica Aleksandr Jevgenyev Viktor Bryzgin Vladimir Muravjev Vladimir Krylov | 38"42       | Germania Est Heiko Truppel Steffen Bringmann Steffen Schwabe Frank Emmelmann | 39"03       | Italia Ezio Madonia Giovanni Bongiorni Paolo Catalano Pierfrancesco Pavoni | 39"55       |
| 4×400 metri | Germania Est Jens Carlowitz Carlo Niestädt Mathias Schersing Thomas Schönlebe         | 3'00"80     | Regno Unito Paul Harmsworth Brian Whittle Todd Bennett Roger Black           | 3'01"12     | Germania Ovest Norbert Dobeleit Edgar Itt Jörg Vaihinger Harald Schmid     | 3'01"32     |
| Salti |                                                                                       |             |                                                                              |             |                                                                            |             |
| Salto in alto | Igor' Paklin                                                                          | 2,32        | Ján Zvara                                                                    | 2,29        | Krzysztof Krawczyk & Gerd Wessig                                           | 2,26        |
| Salto con l'asta | Grigoriy Yegorov                                                                      | 5,70        | Zdenek Lubenský                                                              | 5,60        | Bernhard Zintl                                                             | 5,35        |
| Salto in lungo | Robert Ėmmijan                                                                        | 8,38        | Marco Delonge                                                                | 8,04        | Ivo Krsek                                                                  | 7,98        |
| Salto triplo | Oleg Protsenko                                                                        | 17,61       | Zdzisław Hoffmann                                                            | 17,06       | Peter Bouschen                                                             | 16,98       |
| Lanci |                                                                                       |             |                                                                              |             |                                                                            |             |
| Getto del peso | Ulf Timmermann                                                                        | 22,01       | Alessandro Andrei                                                            | 21,46       | Remigius Machura                                                           | 21,40       |
| Lancio del disco | Vaclovas Kidykas                                                                      | 66,80       | Jürgen Schult                                                                | 66,54       | Rolf Danneberg                                                             | 66,18       |
| Lancio del martello | Sergey Litvinov                                                                       | 82,28       | Ralf Haber                                                                   | 79,76       | Christoph Sahner                                                           | 75,28       |
| Lancio del giavellotto | Viktor Yevsyukov                                                                      | 84,86       | Klaus Tafelmeier                                                             | 83,30       | Jan Železný                                                                | 81,18       |
| record mondiale; record mondiale stagionale; record europeo; record europeo stagionale; record dei campionati; record nazionale; record personale; record personale stagionale. |                                                                                       |             |                                                                              |             |                                                                            |             |

#### Donne
| Specialità | Oro                                                                                 | Prestazione | Argento                                                                     | Prestazione | Bronzo                                                            | Prestazione |
| Corse piane |                                                                                     |             |                                                                             |             |                                                                   |             |
| 100 metri Vento= -0,42 | Marlies Göhr                                                                        | 10"95       | Anelia Nuneva                                                               | 11"08       | Ulrike Sarvari                                                    | 11"30       |
| 200 metri Vento= +1,23 | Silke Gladisch                                                                      | 21"99       | Nadezhda Georgieva                                                          | 22"50       | Ewa Kasprzyk                                                      | 22"63       |
| 400 metri | Petra Müller                                                                        | 49"91       | Mariya Pinigina                                                             | 50"46       | Rositsa Stamenova                                                 | 51"23       |
| 800 metri | Tatyana Samolenko                                                                   | 1'59"26     | Jarmila Kratochvílová                                                       | 1'59"26     | Christine Wachtel                                                 | 1'59"54     |
| 1 500 metri | Kirsty Wade                                                                         | 4'09"03     | Tatyana Samolenko                                                           | 4'09"60     | Andrea Lange                                                      | 4'09"88     |
| 3 000 metri | Ulrike Bruns                                                                        | 8'44"48     | Yvonne Murray                                                               | 8'48"15     | Olga Bondarenko                                                   | 8'48"54     |
| 10 000 metri | Kathrin Ullrich                                                                     | 32'42"05    | Angela Tooby                                                                | 32'46"78    | Natalya Sorokivskaya                                              | 33'10"18    |
| Corse a ostacoli |                                                                                     |             |                                                                             |             |                                                                   |             |
| 100 metri ostacoli | Cornelia Oschkenat                                                                  | 12"47       | Yordanka Donkova                                                            | 12"53       | Claudia Zaczkiewicz                                               | 12"97       |
| 400 metri ostacoli | Sabine Busch                                                                        | 54"23       | Genowefa Blaszak                                                            | 55"44       | Yelena Goncharova                                                 | 55"70       |
| Staffette |                                                                                     |             |                                                                             |             |                                                                   |             |
| 4×100 metri | Germania Est Silke Gladisch Heike Drechsler Ingrid Auerswald Marlies Göhr           | 41"94       | Bulgaria Ginka Zagorcheva Anelia Nuneva Nadezhda Georgieva Yordanka Donkova | 42"31       | Germania Ovest Silke Knoll Ulrike Sarvari Andrea Thomas Ute Thimm | 43"23       |
| 4×400 metri | Unione Sovietica Vineta Ikaunietse Maria Pinigina Lyudmila Dzhigarkga Olga Nazarova | 3'20"41     | Germania Est Kirsten Emmelmann Sabine Busch Heike Drechsler Petra Muller    | 3'20"60     | Germania Ovest Ute Thimm Karin Lix Helga Arendt Gisela Kinzel     | 3'25"29     |
| Salti |                                                                                     |             |                                                                             |             |                                                                   |             |
| Salto in alto | Stefka Kostadinova                                                                  | 2,00        | Tamara Bykova                                                               | 1,96        | Heike Redetzky                                                    | 1,96        |
| Salto in lungo | Heike Drechsler                                                                     | 7,26        | Galina Chistyakova                                                          | 7,15        | Sofia Bozhanova                                                   | 6,75        |
| Lanci |                                                                                     |             |                                                                             |             |                                                                   |             |
| Getto del peso | Natalya Lisovskaya                                                                  | 21,56       | Ines Müller                                                                 | 20,82       | Helena Fibingerová                                                | 20,28       |
| Lancio del disco | Diana Gansky                                                                        | 73,90       | Tsvetanka Khristova                                                         | 68,26       | Zdenka Šilhavá                                                    | 65,04       |
| Lancio del giavellotto | Petra Felke                                                                         | 71,26       | Natalya Yermolovich                                                         | 64,42       | Beate Peters                                                      | 64,38       |
| record mondiale; record mondiale stagionale; record europeo; record europeo stagionale; record dei campionati; record nazionale; record personale; record personale stagionale. |                                                                                     |             |                                                                             |             |                                                                   |             |

### Finale B

#### Uomini
| Specialità | Oro                                                                        | Prestazione | Argento                                                                  | Prestazione | Bronzo                                                             | Prestazione |
| Corse piane |                                                                            |             |                                                                          |             |                                                                    |             |
| 100 metri Vento= -2,00 | Andreas Berger                                                             | 10"32       | Atanas Atanasov                                                          | 10"44       | Bruno Marie-Rose                                                   | 10"45       |
| 200 metri Vento= -1,5 | Gilles Quénéhervé                                                          | 20"83       | Andreas Berger                                                           | 21"04       | István Nagy                                                        | 21"28       |
| 400 metri | Yann Quentrec                                                              | 46"13       | Ismail Macev                                                             | 46"68       | Klaus Ehrle                                                        | 46"98       |
| 800 metri | Slobodan Popović                                                           | 1'46"41     | Philippe Collard                                                         | 1'47"35     | Martin Enholm                                                      | 1'47"45     |
| 1 500 metri | Pascal Thiébaut                                                            | 3'51"21     | Johnny Kroon                                                             | 3'51"32     | Daniel Hacksteiner                                                 | 3'51"35     |
| 5 000 metri | Yevgeni Ignatov                                                            | 13'52"94    | Pierre Délèze                                                            | 13'52"99    | Gerhard Hartmann                                                   | 13'53"24    |
| 10 000 metri | Oskar Erixon                                                               | 28'30"39    | Markus Ryffel                                                            | 28'31"40    | Jean Louis Prianon                                                 | 28'34"22    |
| Corse a ostacoli |                                                                            |             |                                                                          |             |                                                                    |             |
| 3 000 metri siepi | Raymond Pannier                                                            | 8'22"11     | Tommy Ekblom                                                             | 8'31"33     | Béla Vágó                                                          | 8'31"56     |
| 110 metri ostacoli | Stéphane Caristan                                                          | 13"71       | Niklas Bryggare                                                          | 13"81       | László Bakos                                                       | 13"97       |
| 400 metri ostacoli | Anton Tomov                                                                | 49"52       | Claes Nyberg                                                             | 49"71       | Philippe Gonigam                                                   | 49"86       |
| Staffette |                                                                            |             |                                                                          |             |                                                                    |             |
| 4×100 metri | Ungheria Laszlo Karaffa István Nagy István Tatár Attila Kovács             | 39"00       | Francia Max Morinière Gilles Quénéhervé Antoine Richard Bruno Marie-Rose | 39"01       | Svizzera Andre Kieser Alain Reimann Vito Anselmetti Stefan Burkart | 39"74       |
| 4×400 metri | Jugoslavia Branislav Karaulic Slobodan Popović Pavle Pavlović Ismail Macev | 3'06"03     | Francia Sylvain Moreau Philippe Gonigam Pascal Chichignoud Yann Quentrec | 3'06"13     | Ungheria Gusztav Menczer István G. Szabó Ervin Katona Tamás Molnár | 3'06"25     |
| Salti |                                                                            |             |                                                                          |             |                                                                    |             |
| Salto in alto | Patrik Sjöberg                                                             | 2,39        | Georgi Dakov                                                             | 2,21        | Roland Dalhäuser                                                   | 2,18        |
| Salto con l'asta | Miro Zalar                                                                 | 5,60        | Atanas Tarev                                                             | 5,50        | Hermann Fehringer                                                  | 5,40        |
| Salto in lungo | Vladimir Amidginov                                                         | 8,07        | Norbert Brige                                                            | 7,99        | René Gloor                                                         | 7,88        |
| Salto triplo | Khristo Markov                                                             | 17,31       | Đorđe Kožul                                                              | 17,11       | Arne Holm                                                          | 17,05       |
| Lanci |                                                                            |             |                                                                          |             |                                                                    |             |
| Getto del peso | Werner Günthör                                                             | 21,70       | Georgi Todorov                                                           | 20,04       | Klaus Bodenmüller                                                  | 20,01       |
| Lancio del disco | Stefan Fernholm                                                            | 64,12       | Georgi Gueorgviev                                                        | 62,42       | Raimo Vento                                                        | 60,80       |
| Lancio del martello | Johann Lindner                                                             | 75,34       | Walter Ciofani                                                           | 74,48       | Albert Sinka                                                       | 74,40       |
| Lancio del giavellotto | Emil Tzvetanov                                                             | 80,04       | Pascal Lefévre                                                           | 78,52       | Dag Wennlund                                                       | 78,26       |
| record mondiale; record mondiale stagionale; record europeo; record europeo stagionale; record dei campionati; record nazionale; record personale; record personale stagionale. |                                                                            |             |                                                                          |             |                                                                    |             |

#### Donne
| Specialità | Oro                                                                  | Prestazione | Argento                                                                             | Prestazione | Bronzo                                                                      | Prestazione |
| Corse piane |                                                                      |             |                                                                                     |             |                                                                             |             |
| 100 metri Vento= -1,75 | Nelli Cooman                                                         | 11"51       | Martha Grossenbacher                                                                | 11"71       | Rossella Tarolo                                                             | 11"80       |
| 200 metri | Iolanda Oanta                                                        | 23"09       | Martha Grossenbacher                                                                | 23"81       | Marisa Masullo                                                              | 23"84       |
| 400 metri | Tuija Helander                                                       | 53"27       | Erzsébet Szabó                                                                      | 53"35       | Iulia State                                                                 | 53"52       |
| 800 metri | Mitica Junghiatu                                                     | 2'01"43     | Sandra Gasser                                                                       | 2'02"89     | Kaisa Ylimäki                                                               | 2'04"50     |
| 1 500 metri | Doina Melinte                                                        | 4'03"03     | Cornelia Buerki                                                                     | 4'09"41     | Maiken Soerum                                                               | 4'14"24     |
| 3 000 metri | Paula Ivan                                                           | 9'17"71     | Zita Ágoston                                                                        | 9'18"25     | Anne Flaten                                                                 | 9'20"11     |
| 10 000 metri | Maria Curatolo                                                       | 32'22"33    | Midde Hamrin                                                                        | 32'32"76    | Erika Veréb                                                                 | 32'47"16    |
| Corse a ostacoli |                                                                      |             |                                                                                     |             |                                                                             |             |
| 100 metri ostacoli | Marjan Olijslager                                                    | 13"35       | Rita Heggli                                                                         | 13"35       | Maria Lombardo                                                              | 13"41       |
| 400 metri ostacoli | Nicoleta Carutasu                                                    | 55"30       | Tuija Helander                                                                      | 55"83       | Irmgard Trojer                                                              | 56"51       |
| Staffette |                                                                      |             |                                                                                     |             |                                                                             |             |
| 4×100 metri | Italia Rita Angotzi Rossella Tarolo Marisa Masullo Annalisa Gambelli | 44"73       | Svizzera Claudia Nietlisbach Andrea Vollenweider Therese Stutz Martha Grossenbacher | 44"96       | Paesi Bassi Nelli Cooman Claudia Elissen Marjan Olijslager Edine Van Heezik | 45"02       |
| 4×400 metri | Romania Nicoleta Carutasu Yulia State Paula Ivan Iolanda Oanță       | 3'30"63     | Italia Nevia Pistrino Cosetta Campana Irmgard Trojer Erica Rossi                    | 3'32"95     | Ungheria Judit Szekeres Ilona Pál Erzsébet Szabó Gisela Kinzel              | 3'34"96     |
| Salti |                                                                      |             |                                                                                     |             |                                                                             |             |
| Salto in alto | Gabriela Mihalcea                                                    | 1,96        | Katalin Sterk                                                                       | 1,92        | Hanne Haugland                                                              | 1,85        |
| Salto in lungo | Vali Ionescu                                                         | 6,92        | Eva Karlbom                                                                         | 6,43        | Antonella Capriotti                                                         | 6,35        |
| Lanci |                                                                      |             |                                                                                     |             |                                                                             |             |
| Getto del peso | Mihaela Loghin                                                       | 18,74       | Viktória Szélinger                                                                  | 17,60       | Ursula Stäheli                                                              | 17,36       |
| Lancio del disco | Elisabeta Neamtu                                                     | 62,46       | Ágnes Herczeg                                                                       | 59,30       | Anne Känsäkangas                                                            | 58,28       |
| Lancio del giavellotto | Trine Solberg                                                        | 65,76       | Katalin Hartai                                                                      | 63,50       | Denise Thiemard                                                             | 59,68       |
| record mondiale; record mondiale stagionale; record europeo; record europeo stagionale; record dei campionati; record nazionale; record personale; record personale stagionale. |                                                                      |             |                                                                                     |             |                                                                             |             |